# Кетрин Кели
Кетрин Кели (енгл. Katherine Kelly; Барнсли 19. новембар 1979) британска је глумица. Келијева је позната по улогама Беки Макдоналд у сапуници Coronation Street и госпођице Андрее Квил у научно-фантастичној серији Разред.